# パルナッソス (プッサン)

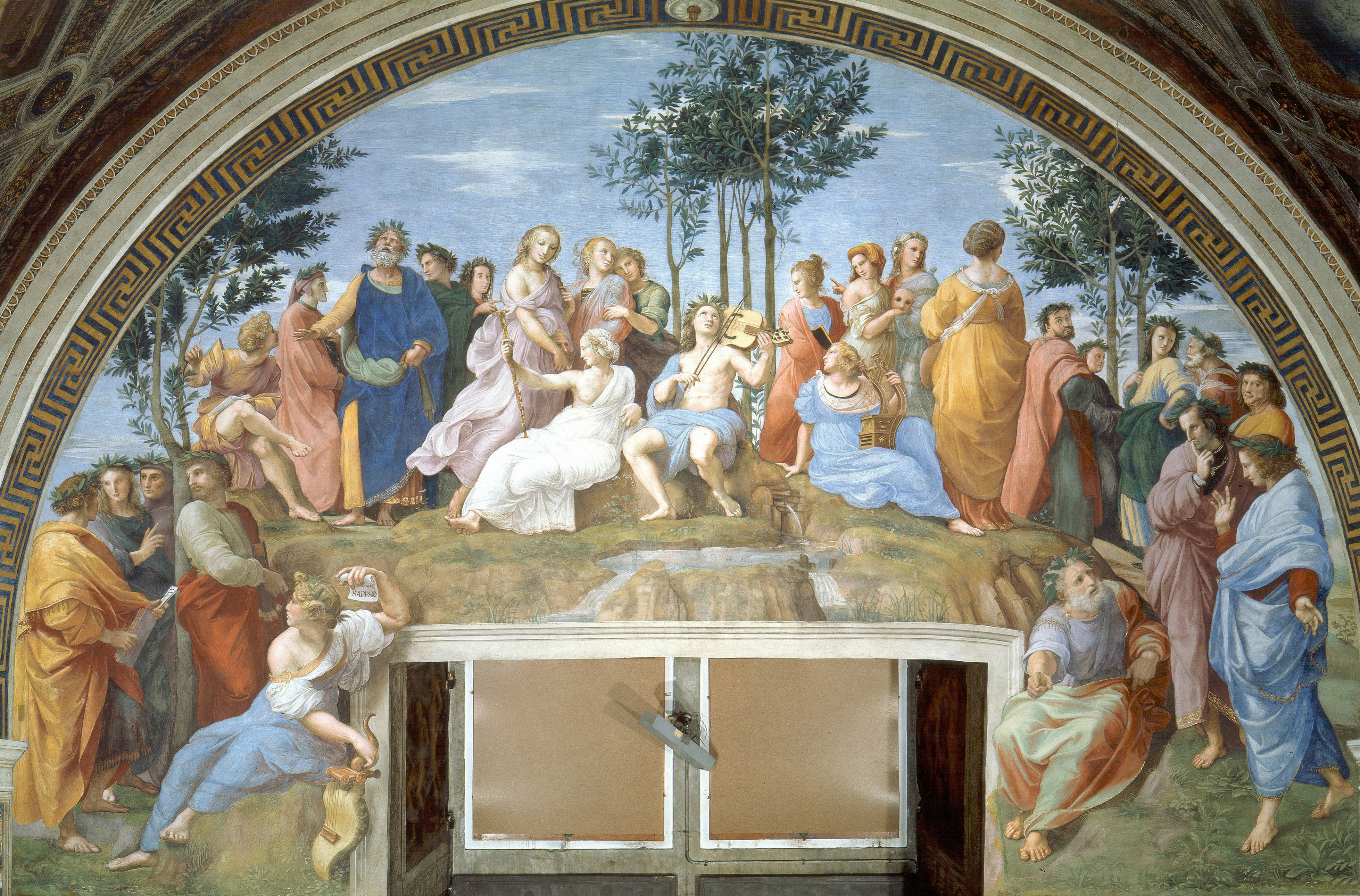
『パルナッソス』(1509-11年)、ラファエロ・サンティ、バチカン宮殿、ラファエロの間

『パルナッソス』(英: Parnassus、西: El Parnaso) 、または『アポロとミューズ』(英: Apollo and the Muses）は、17世紀フランスの巨匠ニコラ・プッサンが1631年から1633年にキャンバス上に油彩で制作した絵画である。1714年にロッテルダムの競売でスペイン・ブルボン家の最初の王フェリペ5世が獲得し、1746年にサン・イルデフォンソのラ・グランハ宮殿の目録で最初に言及された。現在、マドリードのプラド美術館に所蔵されている。

## 作品
作品の制作は、バチカン宮殿の署名の間にあるラファエロのフレスコ画『パルナッソス』に触発されている。実際、バランスの取れた構図と柔和な色彩はラファエロへの賛辞と考えられる。また、美術史家エルヴィン・パノフスキーによれば、本作は、ローマにおけるプッサンの恩人であった詩人ジャン・バッティスタ・マリーノへのオマージュでもある。
文芸と文学の神アポロンの神託所デルフォイの北東にあるパルナッソス山に、アポロンと9人のミューズ (女神) たちが集っている。プッサンは、そこに9人の詩人が訪れる場面を想像して本作を描いた。前景にあるカスタリアの泉はその水を飲んだものに霊感を与えるもので、横たわるニンフはその泉の化身である。彼女は右手にアトリビュート (人物を特定する事物) である壺を持っている。前景にいるプットたちは泉の水を詩人たちに捧げている。
一番高い所に座っているのがアポロンで、その前に跪いている詩人マリーノに神の飲み物であるネクタール (蜜) を差し出している。マリーノは、アポロンの左隣にいる叙事詩のミューズ、カリオペから英知の象徴である月桂樹の冠を授けられている。彼は手に自身の著書『アド―ネ』と『嬰児虐殺』の2冊を持っており、それらをアポロンに捧げている。マリーノの頭部の横には牧羊神パンの笛パイプが見えるが、これは彼の抒情詩『ザンポーニャ』を暗示し、空中に舞うプットが手にしている楽器のリラ・ダ・ブラッチョノ は彼の作品『ラ・リラ』を物語っている。
後景にいるミューズたちは、左からそれぞれ喜劇のタレイア (手に仮面を持つ)、天文術のウーラニアー (星の光る杖を持つ)、歴史のクレイオー、悲劇のメルポメネー (仮面を持つ)、舞踊のテルプシコラー (踊っている)、抒情詩のエラトー、讃歌のポリュムニアー、音楽のエウテルペー (牧羊神の笛パイプを持つ)、叙事詩のカリオペである。マリーノ以外にも、前景には8人の月桂樹の冠を被った詩人がおり、そのうち左手にいるのはサッフォー、ホメロス、ウェルギリウスである。